# 單帶遠紋麗魚
單帶遠紋麗魚，為輻鰭魚綱鱸形目隆頭魚亞目慈鯛科的其中一種，被IUCN列為易危保育類動物，分布於非洲Lulua河流域，體長可達7.7公分，棲息在中底層水域，生活習性不明。

## 擴展閱讀
維基物種上的相關：單帶遠紋麗魚